# 동암차돌학교
동암차돌학교(東岩차돌學校, Dongam chadol School)는 전북특별자치도 전주시 완산구에 있는 사립 특수학교이다. 사회복지법인 동암 대표 양복규가 설립한 지체장애 학생들을 위한 초ㆍ중ㆍ고등ㆍ전공 특수교육기관이다.

## 연혁
- 1987년  9월 18일  사회복지법인 동암 설립인가, 양복규 명예교육학박사 초대 이사장 취임
- 1993년  1월 20일  설립인가 지체부자유 특수교육기관 동암재활학교, 중·고등학교 각 학년 2학급 (완성학급 12학급)
- 1993년  3월 3일  제1회 입학식, 라재흠 초대 교장 취임
- 1993년  5월 24일 동암재활학교 개교식(개교기념일 5월 8일 지정)
- 1996년  2월 8일 제1회 졸업식(중학교 25명, 고등학교 25명)
- 1997년 2월 12일 제2회 졸업식(중학교 25명, 고등학교 22명)
- 1997년 6월 13일 5층 신축교사 준공
- 1997년 7월 14일 제2대 강태홍 교장 취임
- 2000년 3월 2일 제3대 김규순 교장 취임
- 2004년 3월 3일 초등학교 개교
- 2010년 3월 2일 제4대 신판준 교장 취임
- 2013년 2월 8일 초등학교 제4회 졸업식(초등학교 7명), 중ㆍ고등학교 졸업식 제18회 (중학교 21명, 고등학교 23명)
- 2013년 9월 1일 제5대 남철호 교장 취임
- 2014년 2월 12일 초등학교 제5회 졸업식, 중ㆍ고등학교 제19회 졸업식
- 2014년 3월 3일 초등학교 제11회, 중ㆍ고등학교 제22회 입학식
- 2015년 2월 11일 초등학교 제6회, 중ㆍ고등학교 제20회 졸업식
- 2015년 3월 2일 초등학교 제12회, 중ㆍ고등학교 제23회 입학식
- 2016년 3월 2일 초등학교 제13회, 중ㆍ고등학교 제24회 입학식
- 2017년 2월 3일 초등학교 제8회, 중ㆍ고등학교 제21회 졸업식
- 2017년 3월 1일 동암차돌학교 교명 변경
- 2017년 3월 1일 제6대 이장원 교장 취임
- 2017년 3월 2일 초등학교 제 14회, 중ㆍ고등학교 제25회 입학식
- 2017년 5월 8일 개교 24주년
- 2018년 2월 9일 제9회 졸업식(초4명), 제23회 졸업식(중21명, 고13명)
- 2019년 2월 8일 제10회 졸업식(초3명), 제24회 졸업식(중12명, 고20명)
- 2019년 10월 18일 전공과 신설 인가
- 2020년 2월 7일 제11회 졸업식(초4명), 제25회 졸업식(중12명, 고21명)
- 2020년 3월 2일 제7대 남철호 교장 취임
- 2021년 2월 5일 제12회 졸업식(초 6명), 제26회 졸업식(중5명, 고18명)
- 2021년 3월 2일 제18회 입학식(초 12명) 제29회 입학식 (중11명, 고5명) 제2회 입학식(전공과 9명)

## 학교이름 뜻
- 야무지고 단단한 사람을 비유적으로 이르는 말.

## 같이 보기
- 동암고등학교
- 동암재활원
- 전북특별자치도장애인복지관
- 동아당한약방